# Route nationale 4a
La route nationale 4a ou RN 4a est une route nationale française reliant Vincennes à Joinville-le-Pont.